# Divisiones Regionales de la Región de Murcia 2005-06
Las divisiones regionales de fútbol son las categorías de competición futbolística de más bajo nivel en España, en las que participan deportistas amateur, no profesionales. En la Región de Murcia su administración corre a cargo de las Real Federación de Fútbol de la Región de Murcia. Inmediatamente por encima de estas categorías estaba la Tercera División española.
En la temporada 2005-2006 las divisiones regionales se dividen en Territorial Preferente y Primera Territorial. Los tres primeros clasificados de Territorial Preferente ascendieron directamente al grupo XIII de Tercera División, aunque hubo dos ascensos más por compensación de plazas.

## Territorial Prefente

### Clasificación
|  |     | Equipos de fútbol   | PJ | Pts | J  | G  | E  | GF | GC  | Dif |
|  | --- | ------------------- | -- | --- | -- | -- | -- | -- | --- | --- |
|  | 1.  | CD Bala Azul        | 38 | 84  | 25 | 9  | 4  | 80 | 20  | +60 |
|  | 2.  | Yeclano Deportivo   | 38 | 79  | 23 | 10 | 5  | 85 | 31  | +54 |
|  | 3.  | Olímpico de Totana  | 38 | 74  | 21 | 11 | 6  | 64 | 31  | +33 |
|  | 4.  | CD Beniel           | 38 | 73  | 22 | 7  | 9  | 69 | 40  | +29 |
|  | 5.  | EF San Ginés        | 38 | 68  | 19 | 11 | 8  | 67 | 44  | +23 |
|  | 6.  | CD Cieza            | 38 | 65  | 19 | 8  | 11 | 69 | 42  | +27 |
|  | 7.  | Cartagena FC        | 38 | 64  | 18 | 10 | 10 | 73 | 47  | +26 |
|  | 8.  | Nueva Vanguardia CF | 38 | 56  | 16 | 8  | 14 | 57 | 47  | +10 |
|  | 9.  | CD Alquerías        | 38 | 55  | 13 | 16 | 9  | 46 | 39  | +7  |
|  | 10. | CF Base Abarán      | 38 | 53  | 15 | 8  | 15 | 45 | 46  | -1  |
|  | 11. | Club Edeco Fortuna  | 38 | 48  | 13 | 9  | 16 | 46 | 58  | -12 |
|  | 12. | CD Plus Ultra       | 38 | 47  | 13 | 8  | 17 | 45 | 53  | -8  |
|  | 13. | Deportiva Minera    | 38 | 46  | 13 | 7  | 18 | 61 | 64  | -3  |
|  | 14. | CD Pozo Estrecho    | 38 | 43  | 11 | 10 | 17 | 41 | 64  | -23 |
|  | 15. | AD Ceutí Atlético   | 38 | 42  | 10 | 12 | 16 | 39 | 67  | -28 |
|  | 16. | AD Cehegín Atlético | 38 | 41  | 11 | 8  | 19 | 50 | 69  | -19 |
|  | 17. | AD Vistalegre       | 38 | 41  | 12 | 5  | 21 | 51 | 78  | -27 |
|  | 18. | Bullas CF           | 38 | 39  | 10 | 9  | 19 | 44 | 73  | -29 |
|  | 19. | UD Paretón          | 38 | 18  | 4  | 6  | 28 | 27 | 73  | -46 |
|  | 20. | EF Zeneta           | 38 | 15  | 3  | 6  | 29 | 28 | 101 | -73 |

Pts = Puntos; PJ = Partidos Jugados; G = Partidos Ganados; E = Partidos Empatados; P = Partidos Perdidos; GF = Goles Anotados; GC = Goles Recibidos; Dif = Diferencia de gol
|  | Asciende a Tercera División     |
|  | Desciende a Primera Territorial |

## Primera Territorial

### Grupo I

#### Clasificación
|  |     | Equipos de fútbol       | PJ | Pts | G  | E | P  | GF | GC | Dif |
|  | --- | ----------------------- | -- | --- | -- | - | -- | -- | -- | --- |
|  | 1.  | CF Los Garres           | 24 | 65  | 21 | 2 | 1  | 85 | 16 | +69 |
|  | 2.  | AD Guadalupe            | 24 | 53  | 16 | 5 | 3  | 68 | 27 | +41 |
|  | 3.  | Ciudad de Cieza CF      | 24 | 52  | 16 | 4 | 4  | 65 | 33 | +32 |
|  | 4.  | CF Los Garres B         | 24 | 40  | 12 | 4 | 8  | 72 | 55 | +17 |
|  | 5.  | ED Javalí Viejo-La Ñora | 24 | 40  | 12 | 4 | 8  | 58 | 39 | +19 |
|  | 6.  | AD Archena Atlético     | 24 | 34  | 10 | 4 | 10 | 60 | 57 | +3  |
|  | 7.  | Racing Murcia CF        | 24 | 31  | 10 | 4 | 10 | 37 | 50 | -13 |
|  | 8.  | AC Murcia-Molina        | 24 | 28  | 9  | 4 | 11 | 47 | 60 | -13 |
|  | 9.  | Blanca CF               | 24 | 21  | 6  | 3 | 15 | 31 | 59 | -28 |
|  | 10. | CD Alguazas             | 24 | 20  | 5  | 5 | 14 | 41 | 68 | -27 |
|  | 11. | UD Infante              | 24 | 20  | 5  | 5 | 14 | 36 | 68 | -32 |
|  | 12. | EMF AD Cotillas CF      | 24 | 19  | 5  | 4 | 15 | 32 | 64 | -32 |
|  | 13. | Huracán CF              | 24 | 12  | 5  | 0 | 19 | 42 | 78 | -36 |

Pts = Puntos; PJ = Partidos Jugados; G = Partidos Ganados; E = Partidos Empatados; P = Partidos Perdidos; GF = Goles Anotados; GC = Goles Recibidos; Dif = Diferencia de gol
|  | Asciende a Territorial Preferente |

### Grupo II

#### Clasificación
|  |     | Equipos de fútbol                | PJ | Pts | G  | E | P  | GF | GC | Dif |
|  | --- | -------------------------------- | -- | --- | -- | - | -- | -- | -- | --- |
|  | 1.  | Lorca Deportiva Club de Fútbol B | 24 | 63  | 20 | 3 | 1  | 62 | 14 | +48 |
|  | 2.  | Orihuela Club de Fútbol B        | 24 | 57  | 18 | 3 | 3  | 62 | 22 | +40 |
|  | 3.  | Pinatar Club de Fútbol B         | 24 | 54  | 17 | 3 | 4  | 64 | 22 | +42 |
|  | 4.  | CD Dolores de Pacheco            | 24 | 45  | 13 | 6 | 5  | 51 | 24 | +27 |
|  | 5.  | FC El Raal                       | 24 | 43  | 13 | 4 | 7  | 49 | 33 | +16 |
|  | 6.  | La Hoya Deportiva CF             | 24 | 32  | 8  | 8 | 8  | 39 | 33 | +6  |
|  | 7.  | Armas del Rey Mazarrón CF        | 24 | 29  | 8  | 5 | 11 | 38 | 48 | -10 |
|  | 8.  | Atlético Pulpileño               | 24 | 29  | 9  | 2 | 13 | 44 | 52 | -8  |
|  | 9.  | Alhama CF                        | 24 | 26  | 8  | 2 | 14 | 40 | 56 | -16 |
|  | 10. | CD Lumbreras                     | 24 | 21  | 6  | 3 | 15 | 29 | 59 | -30 |
|  | 11. | Roldán AD                        | 24 | 20  | 5  | 5 | 14 | 48 | 68 | -20 |
|  | 12. | EF Torre Pacheco                 | 24 | 16  | 4  | 4 | 16 | 21 | 48 | -27 |
|  | 13. | CF Almendricos                   | 24 | 8   | 2  | 2 | 20 | 12 | 80 | -62 |

Pts = Puntos; PJ = Partidos Jugados; G = Partidos Ganados; E = Partidos Empatados; P = Partidos Perdidos; GF = Goles Anotados; GC = Goles Recibidos; Dif = Diferencia de gol
|  | Asciende a Territorial Preferente |